# Liste italienischer Wörter deutscher Herkunft
Die Bewohner der Apenninenhalbinsel sind schon zur Zeit der Völkerwanderung mit germanischen Völkern in näheren Kontakt gekommen. Zuerst waren es die Ostgoten, später dann die Langobarden. Besonders letztere haben in der italienischen Sprache Spuren hinterlassen (einige Dutzend Wörter). Wortwurzeln aus dem Altfränkischen sind oft über Frankreich bzw. die Provence nach Italien gelangt. Einigen italienischen Begriffe wird eine Herkunft aus dem Alt- oder Mittelhochdeutschen  zugeschrieben (ahd., mhd.), wenigen aus dem Neuhochdeutschen. In manchen Fällen ist eine Herkunft aus dem Germanischen zwar augenscheinlich, aber die genaue Herkunftssprache lässt sich nicht eindeutig ermitteln.

## Alt-, mittel-, neuhochdeutsch
Die in der folgenden Tabelle aufgelisteten Wörter gehen (mit großer Wahrscheinlichkeit) auf das Deutsche zurück. Die verschiedenen Quellen beurteilen die Etymologie der verschiedenen Wörter auf unterschiedliche Weise. Was nach einem Autor althochdeutschen Ursprungs ist, wird von einem anderen mit Vorsicht oder auf Grund anderer Kenntnisse einfach als vom Germanischen stammend bezeichnet. Daher sind die Hinweise auf eine althochdeutsche Abstammung kritisch zu betrachten.
| Italienisches Wort  | Bedeutung                            | Herkunft                                                       |
| ------------------- | ------------------------------------ | -------------------------------------------------------------- |
| alabarda            | Hellebarde                           | mhd. helmbarte                                                 |
| alpenstock          | Stock für Bergsteiger                | Alpenstock                                                     |
| alt                 | halt                                 | mhd. halt                                                      |
| anseatico           | hanseatisch                          | Hanse                                                          |
| archibugio          | eine Büchsenart                      | Hakenbüchse                                                    |
| azzeccare           | versetzen, verpassen                 | mhd. zecken                                                    |
| bandone             | Eisenblech                           | mhd. band                                                      |
| bezzo               | alte venezianische Münze             | Batz                                                           |
| binda               | mechanische Winde                    | Winde                                                          |
| birra               | Bier                                 | Bier                                                           |
| bismuto             | Wismut                               | Wismut                                                         |
| blindato            | gepanzert                            | Blinde (frz. blinde)                                           |
| brindisi            | Trinkspruch                          | bring dir’s                                                    |
| chellerina          | Kellnerin                            | Kellnerin                                                      |
| cioncare            | hinuntergießen                       | mhd. schenken?                                                 |
| cioppa              | Joppe, Jacke                         | Schopa (alemannisch)                                           |
| cobalto             | Kobalt                               | Kobalt                                                         |
| coboldo             | Kobold                               | Kobold                                                         |
| cren                | Kren, Meerrettich                    | Kren                                                           |
| crusca              | Kleie                                | ahd. crusc                                                     |
| edelweiss           | Edelweiß (Pflanze)                   | Edelweiß                                                       |
| ermellino           | Hermelin                             | ahd. harmilīn                                                  |
| feld(i)spato        | Feldspat                             | Feldspat                                                       |
| fignolo             | kleiner Furunkel                     | Finne                                                          |
| francobollo         | Briefmarke                           | Franko                                                         |
| gazza               | Elster                               | ahd. aggaza (frz. agace)                                       |
| ghibellino          | politische Partei (historisch)       | Stadt Waiblingen                                               |
| ghiribizzo          | Schrulle                             | ahd. krebiz ‚Krebs‘                                            |
| gneiss              | Gneis                                | Gneis                                                          |
| gonfalone           | Banner, Fahne                        | ahd. gundfano                                                  |
| gretto              | knauserig                            | mhd. grit ‚Geiz‘                                               |
| grinza              | Runzel                               | ahd. grimmisōn (ergrimmen)                                     |
| gromma              | Weinstein                            | schweizerisch Grummele                                         |
| gualcare            | walken                               | ahd. walkan                                                    |
| guarnire            | garnieren, verzieren                 | ahd. warnon                                                    |
| guisa               | Art, Weise                           | ahd. wisa                                                      |
| hinterland          | nicht in Meeresnähe liegendes Gebiet | Hinterland                                                     |
| kirsch              | Kirschwasser                         | Kirschwasser                                                   |
| kümmel              | Kümmelbranntwein                     | Kümmel                                                         |
| laccamuffa          | Lackmus                              | Lackmus                                                        |
| langravio           | Landgraf                             | mhd. landgraf                                                  |
| lista               | Liste                                | ahd. lista ‚Leiste‘                                            |
| maniscalco          | Hufschmied                           | ahd. marah + scalc                                             |
| marca               | Marke                                | ahd. mark                                                      |
| maresciallo         | Marschall, Polizeimeister            | ahd. marah ‚Pferd‘ + scalc ‚Knecht‘                            |
| margravio           | Markgraf                             | Markgraf                                                       |
| milza               | Milz                                 | ahd. milzi                                                     |
| minnesänger         | Minnesänger                          | Minnesänger                                                    |
| obice               | Haubitze, Granate                    | Haubitze                                                       |
| ordalia             | Gottesurteil                         | Urteil                                                         |
| quarzo; quarzoso    | Quarz; quarzhaltig                   | Quarz                                                          |
| raffica             | Windstoß                             | ahd. raffōn ‚ergreifen‘                                        |
| randa               | Schablonierbrett                     | ahd. rand ‚Rand‘                                               |
| raspare             | raspeln                              | ahd. raspon                                                    |
| ratto               | Ratte                                | ahd. rato                                                      |
| ringhiera           | Geländer                             | ahd. hring ‚Ring‘                                              |
| rocca               | Rocken                               | ahd. rok                                                       |
| rozza               | Gaul                                 | ahd. hros ‚Ross, Pferd‘                                        |
| rubare              | stehlen, rauben                      | ahd. roubon                                                    |
| saccomanno          | Gepäckträger                         | mhd. sackman                                                   |
| saga                | Sage                                 | Sage                                                           |
| sala                | Saal, Salon                          | ahd. sal                                                       |
| sberleffo           | spöttische Geste                     | ahd. leffur ‚Lippe‘                                            |
| scellino            | Schilling                            | Schilling                                                      |
| schermo             | Abschirmung, Bildschirm              | ahd. skerm, skirm                                              |
| schiatta            | Geschlecht, Sippe                    | ahd. slaht                                                     |
| sciamano            | Schamane                             | Schamane                                                       |
| semel               | rundes Brötchen                      | Semmel                                                         |
| senno               | Verstand                             | ahd. sin                                                       |
| sghembo             | schräg                               | ahd. slimb                                                     |
| sgherro             | Scherge                              | ahd. skerre                                                    |
| slitta              | Schlitten                            | Schlitten                                                      |
| snello              | behände                              | ahd. snel                                                      |
| speck               | Speck                                | Speck                                                          |
| squilla; squillare  | Glöckchen; klingeln                  | ahd. scella                                                    |
| spingare, springare | mit den Beinen stoßen                | ahd. springan                                                  |
| stambecco           | Steinbock (Tierart)                  | Steinbock                                                      |
| stanga              | Schranke, Stange, Deichsel           | ahd. stanga                                                    |
| stoccafisso         | Stockfisch                           | Stockfisch                                                     |
| stormo              | Schwarm                              | ahd. sturm (Sturm)                                             |
| stozzo              | Stoßvorrichtung                      | mhd. stotze                                                    |
| strudel             | Strudel (als Gebäck)                 | Strudel                                                        |
| svansica            | eine altösterreichische Münze        | Zwanziger                                                      |
| tallero             | Taler                                | Taler                                                          |
| tanfo               | Modergeruch                          | Dampf                                                          |
| trabante            | Diener                               | Trabant                                                        |
| trampolo            | Stelze                               | trampeln                                                       |
| trampolino          | Sprungbrett                          | trampeln                                                       |
| trincare            | gemütlich und reichlich trinken      | trinken                                                        |
| vasistas            | Klappfenster                         | was ist das?                                                   |
| vermut              | Wermut (als Getränk)                 | Wermut                                                         |
| Weltanschauung      | Weltanschauung                       | Weltanschauung                                                 |
| lanzichenecco       | Landsknecht                          | Landsknecht                                                    |
| zinco               | Zink                                 | Zink                                                           |
| zizza               | Zitze                                | mhd. zitze ‚Brust(warze)‘                                      |
| zolla               | Erdscholle                           | mhd. zolle ‚zylinderförmiges Stück, Baumklotz, Zapfen, Knebel‘ |

Zu manchen italienischen Wörtern gäbe es noch Ableitungen (z. B. stangata ‚Übervorteilung, Schlag‘ zu stanga). Das gilt auch für die folgenden Tabellen.

## Altfränkisch
Neben diesen italienischen Begriffen sind hier auch noch jene interessant, die aus dem Altfränkischen kommen, steht diese Sprache doch an der Basis des Althochdeutschen. Jene, für die sich ein mit dem Altfränkischen verwandtes deutsches Wort (3. Spalte) anführen lässt, scheinen in der folgenden Tabelle auf, dazu die (alt)französische oder provenzalische Zwischenstufe zum Italienischen. Auch hier ist festzustellen, dass die altfränkische Herkunft nicht immer allgemein anerkannt ist. 
| Italienisches Wort | Bedeutung                 | altfränkischer Ursprung | Zwischenstufe    | Verwandtes deutsches Wort |
| ------------------ | ------------------------- | ----------------------- | ---------------- | ------------------------- |
| agguato            | Hinterhalt                | wahta                   | aguait           | Wächter                   |
| airone             | Reiher                    | haigro                  |                  | Reiher                    |
| araldo             | Herold                    | heriald                 |                  | Herold                    |
| ardire             | wagen                     | hardjan                 | ardir            | hart                      |
| attaccare          | angreifen, attackieren    | stakka                  | attacher         | Stecken                   |
| benda              | Augenbinde                | binda                   |                  | Binde                     |
| bandiera           | Fahne                     | binda                   |                  | Binde                     |
| bersaglio          | Ziel(scheibe)             | birson                  | bersail          | pirschen                  |
| bidello            | Schuldiener, Pedell       | bidil                   |                  | Büttel                    |
| botta              | Schlag                    | botan                   | botter           | (Am)boss                  |
| buttare            | werfen                    | botan                   | (Am)boss         |                           |
| crampo             | Krampf                    | cramp                   | crampe           | krumm, Krampf             |
| digrignare         | Zähne fletschen           | grinan                  |                  | grinsen                   |
| foraggio           | Tierfutter                | fodar                   | fourrage         | Futter                    |
| garanzia           | Garantie                  | werent                  | garant           | (ge)währen                |
| giardino           | Garten                    | gard                    | jardin           | Garten                    |
| glissando          | Glissando                 | glidan                  | glisser          | gleiten                   |
| greppia            | Futterraufe               | kripja                  |                  | Krippe                    |
| gres               | Steingut                  | griot                   | gres             | Gries                     |
| guanto             | Handschuh                 | want                    |                  | Gewand                    |
| guardare           | bewahren                  | wardōn                  | warten           |                           |
| guerra             | Krieg                     | werra                   |                  | (ver)wirren               |
| guitto             | armselig                  | wiht                    | guito (spanisch) | Wicht                     |
| loggia             | Loggia, Loge, Bogengang   | laubja                  |                  | Laube                     |
| marciare           | marschieren               | markon                  | marchier         | Marke                     |
| marsc’             | Marsch! (Befehl)          | markon                  | marche           | Marke                     |
| rango              |                           | hring                   | rang             | Ring (Kreis)              |
| rocchetta          | Rock des Prälaten         | hroc                    |                  | Rock                      |
| smalto             | Email, Lack               | smalt                   |                  | schmelzen                 |
| spanna             | ein Längenmaß             | spanna                  |                  | Spanne?                   |
| sperone            | Sporn                     | sporo                   |                  | Sporn                     |
| spingarda          | Katapult                  | springan                | espringarde      | springen                  |
| spione             | Spion                     | speho                   |                  | spähen                    |
| staggio            | großer Balken             | stagia                  |                  | Stange?                   |
| tamponare          | zustopfen                 | tappo                   | tampon           | Zapfen                    |
| tappo              | Pfropfen, Stopfen, Zapfen | tappo                   |                  | Zapfen                    |
| tasca              | Hosentasche, Tasche       | taska                   |                  | Tasche                    |
| teccola            | Fleckchen                 | tecca                   |                  | Zeichen (engl. token)     |
| tovaglia           | Tischtuch                 | thwahlia                |                  | Zwehle                    |
| trappola           | Falle                     | trappa                  |                  | trippeln                  |
| usbergo            | Halsberge, Rüstung        | halsberg                | ausberc          | Halsberge                 |

## Germanisch
Nachfolgend sind italienische Wörter wahrscheinlicher germanischer (in einigen Fällen langobardischer) Herkunft aufgelistet, für die sich jeweils ein deutsches Wort mit gleicher Wurzel und oft deutlicher Ähnlichkeit anführen lässt (3. Spalte). Die zahlreichen italienischen Fremdwörter aus dem modernen Englisch sind hier nicht berücksichtigt.
| Italienisches Wort         | Bedeutung              | Verwandtes deutsches Wort |
| -------------------------- | ---------------------- | ------------------------- |
| accetta                    | Axt                    | Axt                       |
| aringa                     | Hering                 | Hering                    |
| aringo                     | Kampfplatz             | Ring                      |
| arruffare                  | verwirren              | raufen                    |
| arpa                       | Harfe                  | Harfe                     |
| arrostire                  | braten                 | rösten                    |
| balcone                    | Balkon                 | Balken                    |
| balla                      | Ballen                 | Ballen                    |
| banco                      | Sitzbank               | Bank                      |
| bara                       | Sarg, Bahre            | Bahre                     |
| bianco                     | weiß                   | blank                     |
| biavo                      | blau                   | blau                      |
| bisonte                    | Wisent                 | Wisent                    |
| blocco                     | Steinblock, Blockade   | Block                     |
| blu                        | blau                   | blau                      |
| bordo                      | Bord                   | Bord                      |
| bosco                      | Wald                   | Busch                     |
| breccia                    | Bresche                | brechen                   |
| bruno                      | braun                  | braun                     |
| bugia                      | Lüge                   | böse                      |
| cotta                      | Kutte, Panzerhemd      | Kutte                     |
| equipaggio (frz. équipage) | Mannschaft, Besatzung  | Schiff (ahd. skip)        |
| faida                      | Fehde                  | Fehde                     |
| fiasco                     | Strohflasche           | Flasche                   |
| forra                      | Schlucht               | Furche                    |
| freccia (frz. flèche)      | Pfeil                  | fliegen                   |
| fresco                     | frisch                 | frisch                    |
| gherone                    | Zwickel                | Gehre                     |
| grattare                   | kratzen                | kratzen                   |
| groppa                     | Pferderücken           | Kruppe                    |
| guaio                      | Missgeschick, Unfall   | weh                       |
| guancia                    | Backe, Wange           | Wange                     |
| guercio                    | schielend              | quer (oberdt. zwerch)     |
| installare                 | einbauen, installieren | Stelle, Stall             |
| issare                     | hissen                 | hissen                    |
| leccare                    | lecken                 | lecken                    |
| martora                    | Marder                 | Marder                    |
| pizza                      | Pizza                  | Bissen                    |
| ricco                      | reich, wohlhabend      | reich                     |
| roba                       | Zeug                   | Raub                      |
| sapone                     | Seife                  | Seife                     |
| sbilenco                   | schief gewachsen       | link(s)                   |
| sbreccare                  | absplittern            | brechen                   |
| scherzare                  | scherzen               | scherzen                  |
| scaruffare                 | zerzausen              | raufen                    |
| schietto                   | rein, echt             | schlicht                  |
| schifo                     | Schiff                 | Schiff                    |
| sguardo                    | Blick                  | Warte                     |
| spola                      | Spule                  | Spule                     |
| stalla                     | Stall                  | Stelle, Stall             |
| staffa                     | Steigbügel             | Stapfe, (Fuß)stapfen      |
| stallo                     | Chorstuhl              | Stelle                    |
| stallone                   | Hengst                 | Stall, Stelle             |
| sterzo                     | Lenkrad                | (Pflug)sterz              |
| stinco                     | Schienbein             | Schinken                  |
| stormire                   | rauschen               | stürmen                   |
| strale                     | Pfeil (poetisch)       | Strahl                    |
| tedesco                    | deutsch                | deutsch                   |
| tocca                      | Besatz aus Hanfleinen  | Tuch                      |
| torba                      | Torf                   | Torf                      |
| trescare                   | tanzen                 | dreschen                  |
| trogolo                    | Trog                   | Trog                      |
| trottare                   | traben                 | Trott                     |
| tuffare                    | eintauchen             | taufen                    |
| uosa                       | Gamasche               | Hose                      |
| uro                        | Auerochse              | Ur                        |
| zaffo                      | Spund, Pfropfen        | Zapfen                    |
| zaffare                    | zuspunden              | Zapfen                    |
| zanna                      | Reißzahn, Stoßzahn     | Zahn                      |
| zecca                      | Zecke                  | Zecke                     |
| zincone                    | Aststumpf              | Zinke                     |
| zuppa                      | Suppe                  | Suppe                     |
| zuppo                      | durchnässt             | Suppe                     |

## Verwandte Artikel
- Italienische Sprache
- Deutsche Sprache
- Althochdeutsch
- Altfränkisch
- Langobardische Sprache
- Germanische Sprachen